# Минеаполис
Минеаполис (на английски: Minneapolis) е най-големият град в американския щат Минесота. Населението на Минеаполис към 2020 г. наброява 429 606 жители, което го прави 46-ия по големина град в САЩ.
Намира се в Северните централни широколистни гори в южната част на щата и е разположен на р. Мисисипи, до втория по големина град и столица на щата – Сейнт Пол. Заедно двата града са известни като градовете-близнаци (Twin Cities) – 15-ата по големина агломерация в страната и 65-а в света. Ако двата града се съединят, полученият „град“ ще получи 17-о място в САЩ, между градовете Луисвил, Кентъки и Остин, Тексас. Подобна аналогия е типична и за други места в САЩ, където големи градове са близо един до друг или са част от метрополиси. Например Сан Франциско и Оукланд се намират един срещу друг. Минеаполис се нарича още и „градът на езерата“ – в него има 24 езера.

## Известни личности
Родени в Минеаполис
- Ричард Андерсън (р. 1950), актьор
- Луи Андерсън (р.1953),актьор и комик
- Кони Брокуей (р. 1954), писателка
- Джеси Вентура (р. 1951), политик
- Винс Вон (р. 1970), актьор
- Робърт Кабана (р. 1949), космонавт
- Фред Куимби (1886 – 1965), продуцент
- Рейчъл Лий Кук (р. 1979), актриса
- Райън Лайстман (р. 1982), музикант
- Джери Лин (р. 1963), кечист
- Брекин Майър (р. 1974), актьор
- Памела Мюелбауър (р. 1950), писателка
- Робърт М. Пърсиг (р. 1928), писател
- Ерик Роуън (р. 1981), кечист
- Джордж Рой Хил (1921 – 2002), режисьор
- Принс (1958 – 2016), музикант

Починали в Минеаполис
- Игнейшъс Донъли (1831 – 1901), писател
- Клифърд Саймък (1904 – 1988), писател
- Херберт Файгъл (1902 – 1988), философ